# Sprachgeschichte der Stadt Dillingen/Saar
Die Sprachgeschichte der Stadt Dillingen/Saar hat einen sehr alten Ursprung.

## Sprachgeschichte und Dialekt

Verlauf der dat-das-Linie innerhalb des deutschen Sprachgebiets

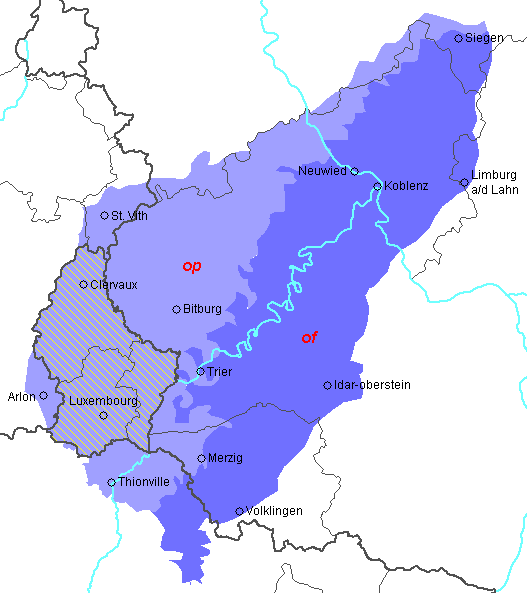
Die Verbreitung des Moselfränkischen mit den Gebieten, in denen op und of „auf“ gilt

### Ursprung
Am Ende des Römischen Reiches gehörte das heutige Dillinger Stadtgebiet mit der Provinz Belgica I, also dem gesamten Gebiet um Mosel und Saar, zum romanischen Sprachraum. Die vorherrschende Sprache in Contiomagus (heute Pachten) und der gesamten Gegend war das Moselromanische. Der Sprachraum wurde von keltischen Stämmen bewohnt. Zur gleichen Zeit hatten sich hier viele Laeten (germanische Söldner in römischen Dienst) angesiedelt. Nach dem Zerfall des Römischen Reiches wanderten die Franken in das Gebiet. Die in Holland, Brabant und Flandern ansässigen Franken zogen die Ourthe und Sauer abwärts in Richtung Südosten und bis etwa Metz die Obermosel aufwärts. Damit spalteten sie das alte galloromanische Gebiet zwischen Trier und Arlon etwa in einer Breite von 60 Kilometern.
Die Übernahme der keltischen Flussnamen Saar und Prims weist auf eine Bevölkerungskontinuität hin. In Pachten ging der alte römische Name Contiomagus allerdings verloren, als fränkische Siedler ihre Gräber in den antiken Vicus hineinverlegten. Vielleicht weist der Name Pachten (mundartlich Paaten) auf die alten, noch als „Pfade“ bestehenden Römerstraßen zwischen Metz und Mainz, Trier und Straßburg, hin, die sich hier kreuzten.
Während die Franken westlich der Mosel von den Galloromanen assimiliert wurden, blieb im heutigen Dillinger Stadtgebiet und seiner weiteren Umgebung das Fränkische vorherrschend. Die fränkische Neubesiedelung war vermutlich eine wenigstens teilweise durch das Königtum gelenkte Bewegung. Der Anführer der jeweiligen Gründungsgruppe verewigte sich im gesamten Besiedlungsgebiet durch die Ortsnamen: In Dillingen vermutlich ein Anführer namens „Dullo“, der die Nachsilbe ‚-ingen‘ an seinen Namen anhängte. Der lokativische Dativ Plural -ingen (altfränkisch -ingan) diente zunächst als Stellenbezeichnung, die auf den eigentlichen Ortsnamen übertragen wurde.

### Moselfränkische Mundart
Die Dillinger Mundart gehört heute zu den Moselfränkischen Dialekten und ist damit eine westmitteldeutsche Mundart. Sie gehört zu den mittelfränkischen Dialekten. Dillingen liegt mit dem Kreis Saarlouis unmittelbar nördlich der dat-das-Linie. Hinsichtlich der hochdeutschen Lautverschiebung bleiben ‚wat‘ und ‚dat‘ in Dillingen unverschoben. Ebenso unverschoben bleiben: ‚it‘/‚et‘, ‚dit‘, ‚allet‘ und die Adjektivendung des Neutrums (z. B. „schenet“ für „schönes“). „P“ im Anlaut und „PP“ im Inlaut sind nicht verschoben: So sagt man „Pund“ statt „Pfund“ und „Appel“ statt „Apfel“. Dagegen ist das „t“ verschoben: wie bei „Wasser“, „Zeit“, „Katz“. Innerhalb des Moselfränkischen ist der Dillinger Dialekt dem ‚of‘-Gebiet zuzurechnen. Die binnendeutsche Konsonantenschwächung und die hochdeutsche Diphthongierung ist vollzogen.
Die Manifestation der Grenzlinien (z. B. der Verlauf der das-dat-Linie von Völklingen nach Nordosten) kann aus konfessionsgeschichtlichen und politischen Gegebenheiten erklärt werden: Die rheinfränkischen Sprachgebiete des Saarlandes gehörten vor 1815 im Wesentlichen zu den protestantischen Herrschaften (z. B. der Grafschaft Saarbrücken und des Herzogtums Zweibrücken), während Dillingen mit allen anderen moselfränkisch sprechenden Orten des Saarlandes zum Einflussbereich des katholischen Kurfürstentums Trier gehörte. Durch den historischen Einfluss Frankreichs auf Dillingen sind auch zahlreiche Gallizismen in die Dillinger Mundart übernommen worden.
Durch die Mobilität der Bevölkerung kommt es zunehmend dazu, dass die Trennungslinie zwischen dem Moselfränkischen und dem Rheinfränkischen nicht mehr so scharf gezogen werden kann. Wörter und Ausdrucksweise beginnen sich anzugleichen, überlappen und verbinden sich. Ein Beispiel wäre die Ablösung des alten Dillinger „braat“ (gebracht) durch „gebrung“ oder die Ablösung von „eisch/meisch/deisch“ durch „isch/misch/disch“.